# Проаспець
Проаспець, Проаспеці (рум. Proaspeți) — село у повіті Олт в Румунії. Входить до складу комуни Куртішоара.
Село розташоване на відстані 139 км на захід від Бухареста, 3 км на північний захід від Слатіни, 44 км на схід від Крайови.

## Населення
За даними перепису населення 2002 року у селі проживали 632 особи, усі — румуни. Усі жителі села рідною мовою назвали румунську.